# Kissimmee (miasto)
Kissimmee – miasto (city), ośrodek administracyjny hrabstwa Osceola, w środkowej części stanu Floryda, w Stanach Zjednoczonych, położone na północnym brzegu jeziora Tohopekaliga, w obszarze metropolitalnym Orlando. W 2013 roku miasto liczyło 65 173 mieszkańców. 

## Historia
Kissimmee założone zostało w 1883 roku. Wcześniej w miejscu tym znajdowała się niewielka placówka handlowa, znana pod nazwą Allendale. W okolicach rozwinęło się rolnictwo (m.in. uprawa cytrusów i hodowla bydła). W latach 40. XX wieku w mieście powstało lotnisko wojskowe (obecnie cywilny port lotniczy Kissimmee Gateway Airport). Gwałtowny rozwój miasta nastąpił po otwarciu w 1971 roku w położonym nieopodal Lake Buena Vista parku rozrywki Walt Disney World Resort.